# 赫林顿湖怪物
赫林顿湖怪物（英文：Lake Herrington Monster）是一种据传生存于美国肯塔基州赫林顿湖的神秘生物。

## 地理
赫林顿湖位于美国肯塔基州，是一个人工湖，最深处249英尺（76米），是肯塔基州最深的湖泊。

## 特征
赫林顿湖怪物通常被描述为一只12~15英尺、有着长长身体以及猪鼻甚至类似猪头部的怪异模样的生物。赫林顿湖怪物拥有极高的移动速度，在一些资料中甚至指出它能够以快艇的速度移动。

## 理论
古代/未知动物说
一种理论认为，赫林顿湖怪物是一种未知或古代生物，一直生活在洞穴之中，后来随着大坝的建造，洞穴被完全淹没，人类也开始逐渐目击到这种动物。
鳄雀鳝说
另一理论认为赫林顿湖怪物生活在湖中的鳄雀鳝被目击者误判为水怪。